# یاماگوچی ماسوکا

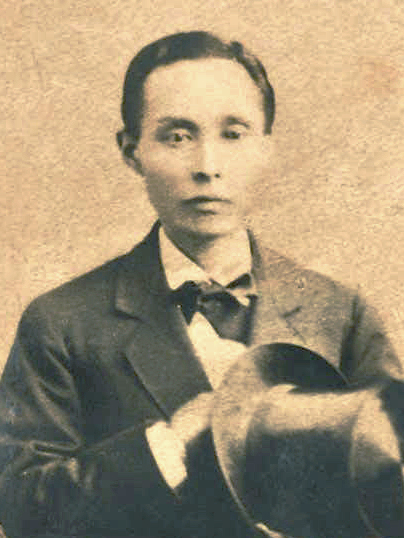
تصویر

یاماگوچی ماسوکا یا یاماگوچی هیسایوشی (به ژاپنی: 山口 尚芳 やまぐち ますか / なおよし / ひさよし)، تولد ۱۸۳۹ - مرگ ۱۸۹۴ میلادی یک سامورایی ژاپنی (سامورایی قلمرو ساگا)، بوروکرات و سیاستمدار بود. پدرش نائوزومی یاماگوچی بود. او همچنین با نام‌های هانزو، و شیگه‌زو شناخته می‌شد.

## نام
نام «نائویوشی» عموماً «نائویوشی» تلفظ می‌شد. با این حال، در سال ۱۹۹۵، سابقه‌ای از زندگی این بوروکرات‌ها با عنوان «چوکوسونینکان رکیشی گنشو» (وابسته به آرشیو ملی ژاپن) منتشر شد و متنی که در آن ذکر شده بود «ماسوکا» بود. این سابقه بسیار قابل اعتماد است زیرا توسط خود مردم خوانده شده است و عبارت «ماسوکا» به‌طور فزاینده‌ای در رابطه با این نام استفاده می‌شود.

## زندگی

### در طول دوره ادو
از کودکی، نابشیما شیگه‌یوشی، ارباب تاکئو، او را جوانی آینده‌دار می‌دانست و از سوی نابشیما نائوماسا (کانسو)، ارباب ساگا، به او دستور داده شد تا به همراه دیگر فرزندان سامورایی برای یادگیری زبان هلندی و انگلیسی به ناگازاکی سفر کند. در سال ۱۸۶۵ (دوره گنجی ۲)، او در مدرسه خصوصی نانیوا ریجی انگلیسی خواند. او همچنین در مدرسه انگلیسی ناگازاکی زیر نظر گویدو وربک به همراه دیگر سامورایی‌های ساگا، از جمله اوکوما شیگنوبو و سوجیما تانئومی، انگلیسی آموخت و در مدرسه انگلیسی ساگا، چیِنکان، انگلیسی و کتاب مقدس آموخت. پس از بازگشت به قلمرو، به عنوان مترجم و افسر آموزش نظامی مشغول به کار شد. در طول اوضاع سیاسی پایان دوره ادو، او با سامورایی‌هایی از قلمروهای ساتسوما و چوشو تعامل داشت و گفته می‌شود که برای ایجاد اتحاد ساتسوما-چوشو سخت تلاش کرده است. او همچنین به اشراف‌زادگانی مانند ایواکورا تومومی نزدیک شد و پس از احیای سلطنت، در ارتش اعزامی به شرق خدمت کرد. پس از تسلیم قلعه ادو، او به همراه کوماتسو تاتواکی و دیگران از قلمرو ساتسوما به ادو رفت.

### خدمت در دولت احیای میجی و به عنوان معاون فرستاده در اروپا
در دولت جدید، او در مارس ۱۸۶۸ به عنوان مقام رسمی دفتر امور خارجه، در آوریل به عنوان افسر امور خارجه، در ماه مه به عنوان قاضی آزمایشی برای استان اوساکا، در سپتامبر به عنوان قاضی برای استان اچیگو، سپس به عنوان قاضی و افسر امور خارجه برای استان توکیو منصوب شد و در نوامبر به عنوان افسر امور خارجه منصوب شد و به او دستور داده شد که در استان هاکوداته کار کند و به او رتبه جوگوی اعطا شد. در پایان دسامبر، او برای بررسی شکنجه‌هایی که در جریان تحقیقات مسیحیان در جزیره گوتو در ناگاساکی رخ داده بود، به ناگاساکی اعزام شد. یاماگوچی پس از تکمیل تحقیقاتش در مارس ۱۸۶۹ به توکیو بازگشت، اما در همین رابطه، استان ناگاساکی داوری مسئله ادغام گوتو و تومی را بر عهده گرفت و اینوئه کائورو نیز به یک سفر کاری به گوتو رفت. یاماگوچی در طول سفرش به ناگاساکی، به وربک که در ژانویه ۱۸۶۹ در ناگازاکی بود، اطلاع داد که از او برای تأسیس یک دانشگاه جدید در توکیو دعوت کرده است و وربک نیز پذیرفت.
در آوریل ۱۸۶۹، او به عنوان قاضی امور خارجه و فرمانداری توکیو منصوب شد و به او دستور داده شد تا بر دفتر تجارت نظارت کند. در ماه مه، او به عنوان قاضی حسابداری منصوب شد و در ژوئن، به او دستور داده شد تا در فرمانداری اوساکا به عنوان قاضی حسابداری کار کند. در ماه ژوئیه، او وزیر دارایی و وزیر امور مدنی شد و به هموطن خود، اوکوما شیگنوبو، که وزیر دارایی و وزیر امور مدنی نیز بود، کمک کرد.
در ماه مه ۱۸۷۰، او به عنوان مسئول توسعه هوکایدو منصوب شد و در اوت ۱۸۷۱، به سمت دستیار جوان وزیر امور خارجه منتقل شد. در اکتبر همان سال، او به درجه درجه چهارم جوان ارتقا یافت و هنگامی که سفارت ایواکورا در اروپا به همراه ایواکورا به عنوان سفیر تام‌الاختیار برای بازرسی از ایالات متحده و اروپا و آماده‌سازی برای بازنگری معاهده اعزام شد، او به عضویت این مأموریت درآمد و به عنوان معاون سفیر در کنار اوکوبو توشیمیچی، کیدو تاکایوشی و ایتو هیروبومی منصوب شد و تا سپتامبر ۱۸۷۳ از کشورهای مختلف بازدید کرد. در آن زمان، او به ژاپن بازگشت و پسرش شونتارو را با خود برد و او را برای تحصیل در انگلستان تنها گذاشت.

### پس از بازگشت به ژاپن
در بحثی که پس از بازگشتش بر سر فتح کره پیش آمد، او به همراه اوکوبو و کیدو، علیه اعزام فرستادگان به کره موضع گرفت. به همین دلیل، در فوریه ۱۸۷۴ (هفتم میجی)، در جریان شورش ساگا، که توسط اتو شینپی و دیگران که طرفدار فتح کره بودند، آغاز شده بود، او در کنار نیروهای دولتی ایستاد و برای سرکوب آن تلاش کرد. ابتدا نابشیما شیگه‌هارو، ارباب سابق زادگاهش تاکئو، و سامورایی‌های همراهش را متقاعد کرد تا از پیوستن آنها به شورش جلوگیری کنند. او همچنین در ۱۲ فوریه وارد ناگاساکی شد، یک گارد دریایی را رهبری کرد، از اومورا و تاکئو عبور کرد و در ۱ مارس برای سرکوب شورش وارد قلعه ساگا شد. در طول شورش ساگا، تاکئو تسلیم تهدیدات شورشیان شد و مجبور شد ۶۴ سرباز را به شورش بفرستد که این امر باعث ایجاد مشکل شد، اما نائویوشی تلاش‌هایی برای تبرئه تاکئو از هرگونه گناهی انجام داد، از جمله با ویرایش نامه عذرخواهی که نابشیما شیگه‌هارو قصد داشت به نیروهای دولتی جدید ارائه دهد.
در آوریل ۱۸۷۵، او به عضویت جنروین (مجلس سنا) درآمد. در سال ۱۸۸۰، او به عضویت جنروین (مجلس سنا) و رئیس ارشد بررسی احکام شرکت‌ها و انجمن‌ها درآمد. در ماه مه ۱۸۸۱، او اولین رئیس هیئت حسابرسی شد که سال قبل تأسیس شده بود و در ماه ژوئیه، نشان درجه دو را دریافت کرد. با این حال، به دلیل تحولات سیاسی سال ۱۸۸۱، که در آن اوکوما شیگنوبو از دولت جدید اخراج شد، در اکتبر همان سال از سمت خود به عنوان رئیس هیئت حسابرسی استعفا داد و به عضویت مشاوران (سلف دفتر قانونگذاری کابینه) درآمد، جایی که به عنوان مدیر وزارت امور خارجه و مدیر وزارت امور نظامی منصوب شد. از سال ۱۸۸۲ تا ۱۸۸۳، هنگامی که لوایح مربوط به حکومت نظامی، مقررات مربوط به کنترل اتباع ژاپنی ساکن چین و کره و اصلاحات قانون خدمت سربازی به جنروین (سنا) ارائه شد، به عنوان عضو کابینه منصوب شد. در اکتبر ۱۸۸۵، به او رتبه شوسانمی اعطا شد و در دسامبر، پس از لغو مجلس مشاوران، دوباره به عضویت جنروین درآمد. در اکتبر ۱۸۸۶، به او رتبه جوسانمی اعطا شد و در فوریه ۱۸۸۷، به عنوان قاضی دستیار دادگاه عالی منصوب شد. در ۲۹ سپتامبر ۱۸۹۰، او با نشان امپراتوری به عضویت مجلس اعیان منصوب شد و در ۲۰ اکتبر همان سال، نشان گِنروین لغو شد و او از وظایف خود به عنوان عضو برکنار شد و به عنوان کینکی‌کانگیشو منصوب شد.
در ماه مه ۱۸۹۴، او به شدت بیمار شد و به درجه شوسانمی نائل آمد و در ۱۲ ژوئن درگذشت. او در زمان مرگ ۵۶ سال داشت (در سن ۵۴ سالگی درگذشت). به او نشان گنجینه مقدس درجه یک اعطا شد. او در گورستان آئویاما به خاک سپرده شده است.
محل خانه یاماگوچی نائویوشی در هاناجیما، شهر تاکئو واقع شده است و در حال حاضر محل یک مرکز اجتماعی است. در کنار مرکز اجتماعی، بنای یادبودی قرار دارد که در سال ۱۹۳۰ توسط داوطلبان محلی ساخته شده است.